# (7470) Jabberwock
(7470) Jabberwock ist ein Asteroid des Hauptgürtels, der am 2. Mai 1991 vom japanischen Astronomen Takeshi Urata am Nihondaira-Observatorium (IAU-Code 385) nahe der Stadt Shimizu in der Präfektur Shizuoka entdeckt wurde.
Der Asteroid ist Teil der Vesta-Familie, einer großen Gruppe von Asteroiden, benannt nach (4) Vesta, dem zweitgrößten Asteroiden und drittgrößten Himmelskörper des Hauptgürtels.
(7470) Jabberwock wurde nach dem mystischen Geschöpf Jabberwock benannt, dem Hauptthema des klassischen Unsinnsgedichts Jabberwocky aus der Erzählung Alice hinter den Spiegeln des britischen Schriftstellers Lewis Carroll.